# Kent Hovind
Kent E. Hovind (ur. 15 stycznia 1953) – amerykański kreacjonista młodej Ziemi, znany ze swoich wykładów, w których argumentuje za odrzuceniem teorii ewolucji i teorii Wielkiego Wybuchu na rzecz swojej interpretacji biblijnego opisu stworzenia świata.

## Życiorys

### Wykształcenie
W 1974 r. ukończył nieakredytowany Midwestern Baptist College, na którym uzyskał stopień Bachelor's degree w zakresie edukacji religijnej. W latach 1988–1991 studiował korespondencyjnie na nieakredytowanym uniwersytecie Patriot Bible University w Kolorado, gdzie uzyskał tytuł doktora edukacji chrześcijańskiej.
W latach 1975–1988 pracował jako nauczyciel w prywatnych szkołach baptystycznych.

### Działalność i poglądy
W 1989 r. założył Creation Science Evangelism, biblijną działalność stawiającą sobie za cel ewangelizację poprzez nauczanie kreacjonizmu. W 2001 wybudował w Pensacola na Florydzie, gdzie sam mieszka, Dinosaur Adventure Land, park rozrywki przedstawiający dinozaury żyjące razem z ludźmi, co jak twierdzi Hovind, miało miejsce ok. 6 tys. lat temu.
Swoją wersję kreacjonizmu nazywa „teorią Hovinda”. Zaprzecza teorii ewolucji, biogenezy, kosmologii i kilku innych dziedzin. Nie wyklucza, że współcześnie na Ziemi, na terenach niezbadanych przez człowieka, nadal mogą żyć dinozaury, a także, że wiele spośród żyjących gadów, np. jaszczurek, to tak naprawdę dinozaury, które nie osiągnęły swoich pełnych rozmiarów ze względu na zbyt krótki czas życia (Hovind dowodzi, że przed globalnym potopem wszystkie organizmy żyły znacznie dłużej z powodu zwiększonego poziomu tlenu w atmosferze). Uważa, że Ziemia i życie zostało stworzone w sześć dwudziestoczterogodzinnych dni około 5780 lat temu. Teorię ewolucji uważa za pozbawioną dowodów, „niebezpieczną i głupią religię”, co stara się udowodnić w swoich wykładach.
Jest również zwolennikiem teorii o ukrytym wprowadzaniu nowego porządku świata, co łączy się z teorią dotyczącą nauki i religii; uważa, że teoria ewolucji i jej nauczanie w szkołach ma na celu wyeliminowanie chrześcijaństwa a przede wszystkim wiary w Boga. Twierdzi, że teoria Darwina stanowi źródło komunizmu, nazizmu, liberalizmu, aborcji oraz New Age. Krytykował demokrację jako ustrój sprzeczny z prawem boskim, a także uważał iż podatek dochodowy jest zakonspirowaną próbą skomunizowania USA.

## Krytyka
Kent Hovind tytułując się „doktorem”, sprowokował niektórych naukowców do bliższego przyjrzenia się jego wykształceniu i kompetencjom. Profesor chemii Karen Bartelt określiła jako „bardzo nietypowe, żeby osoba z doktoratem, nawet prawdziwym, wpisywała się do książki telefonicznej jako doktor Hovind”. Z kolei Barbara Forrest, profesor filozofii zajmująca się tematyką sporów kreacjonizmu z ewolucjonizmem, zarzuciła Hovindowi „brak wykształcenia, który uniemożliwia traktowanie go jak naukowca”. Krytycy Hovinda często zarzucają mu, że uczelnia, z której uzyskał tytuł, to tzw. „fabryka dyplomów” (diploma mill), nie posiadająca rzeczywistych kompetencji edukacyjnych.
Tezy Kenta Hovinda i większość argumentów, jakimi się posługuje, jest sprzeczna z ustaleniami współczesnych nauk przyrodniczych.
Biolog Massimo Pigliucci, który debatował z Hovindem, określił go jako „ignoranta w zakresie biologii ewolucyjnej” i wyraził zaskoczenie tym, że „Hovind próbuje przekonać publiczność, że według teorii ewolucji człowiek pochodzi od skały”.
Jest też krytykowany przez niektórych kreacjonistów, w szczególności przez Answers in Genesis, które zarzuciło mu używanie fałszywych i zdyskredytowanych argumentów. Hovind skrytykował przedstawioną przez AiG „listę argumentów, których kreacjoniści nie powinni używać”.

## Problemy z prawem
W 2007 roku Kent Hovind został skazany na 10 lat więzienia za unikanie płacenia podatków, sąd uznał go winnym structuringu. Na początku lipca 2015 roku został zwolniony z więzienia.

## Życie prywatne
Żonaty z Jo Delią Hovind, ma troje dzieci – Kent Andrew, Eric i Marlissa. Jego syn Eric kontynuuje działalność ojca.